# Memorial de Maria Moura
Memorial de Maria Moura é o último romance brasileiro escrito por Rachel de Queiroz, publicado originalmente em 1992.

## Enredo
Memorial de Maria Moura é um romance polifônico, narrado por diferentes personagens com seus diferentes pontos de vista. A obra ancora diversas tramas paralelas que vão se entrelaçando no desenrolar do romance, centrando-se na narrativa da personagem título, Maria Moura, e sua transformação de "sinhazinha" a cangaceira-chefe de bando durante o século XIX. 
O romance inicia com a jovem encontrando a mãe morta. Maria Moura passa a ser criada pelo seu padrasto, o que cria um sofrimento e solidão que levam a personagem a se tornar líder de um bando no sertão.
As outras tramas são: a história do padre José Maria, que passa a viver como um foragido após matar o marido da mulher que ele engravida; e a história de amor entre Marialva, uma jovem sonhadora oprimida pela própria família e Valentim, um atirador facas, membro de uma companhia circense.

## Antecedentes
"Memorial de Maria Moura" surgiu após uma pesquisa da autora sobre o banditismo nordestino. Nessas pesquisas, Rachel de Queiroz se deparou com a saga de uma mulher chamada Maria de Oliveira que tornou-se conhecida porque, juntamente com os filhos e uns "cabras" saia assaltando fazendas. A história de Maria de Oliveira se desenrolou durante primeira grande seca registrada oficialmente, acontecida em Pernambuco, em 1602. 
A essa imagem de mulher nordestina forte, a escritora misturou traços da personalidade da rainha Elizabeth I, da Inglaterra. E também de Maria Lacerda de Moura, uma das mais importantes lideranças feministas, entrevistada por Rachel em 1928. 

## Recepção
"Memorial de Maria Moura" recebeu boa acolhida desde o lançamento.
Após o lançamento do livro, o escritor paraíbano Ariano Suassuna descreveria Rachel como "a grande romancista brasileira da atualidade", considerando que "Memorial de Maria Moura veio, agora, juntar-se a três outros romances, Terras do sem-fim, de Jorge Amado, Grande sertão: veredas, de Guimarães Rosa, e O coronel e o lobisomem, de José Cândido de Carvalho"..

## Adaptação
"Memorial de Maria Moura" foi adaptada pela Rede Globo em 1994, sob o formato de minissérie e foi um grande sucesso de audiência, alavancando as vendas do romance. .
'Memorial de Maria Moura' foi reapresentada a partir de julho de 1998. E, em 2004, foi lançada em DVD. . Esta adaptação está disponível no aplicativo streaming do Globoplay.